# 谷口真紀
谷口 真紀（たにぐち まき、1983年7月8日 - ）は、広島県出身の元レースクイーン、元女性モデル、元タレント、元ヨガインストラクター。

## 略歴
広島でモデル活動を行った後、2005年にレースクイーンデビュー。RQ業の傍らテレビ番組『GOOD LOOKIN′CLUB』のレギュラー出演や、「GOLF TODAY」の“GTバーディーズ”としてゴルフに挑戦。庄司ゆうこが代表取締役を務める「株式会社ポジティブスターヨガ」のヨガインストラクターも務めていた。
2016年12月1日のブログで、結婚及び妊娠していたこと、芸能界を引退すると発表し、将来的に芸能界復帰を示唆した。

## 人物
- 趣味は、ゴルフ、ヨガ。特技は、指圧マッサージ、コンサート会場アナウンス、犬かきで２５ｍ、ネコの小物集め
- 弟が1人いる[5]。
- 高校工芸の教職員免許を持っている。
- YMCメディカルトレーナーズスクールにて、ヨガインストラクター（2011年）、シニアヨガインストラクター（2012年）民間資格取得。

## 主な活動

### モデル
- 厚生年金会館ブライダルショーモデル（2004年）
- 三愛水着ファッションショーモデル（2007年）
- 三井住友IDカード　広告モデル（2007年）
- 篠山紀信『人間図鑑』（ビジネスシーンOL役）（2007年）
- NTTデータシステム　看板広告（2008年_2013年）
- アイフルホーム　広告モデル（2009年）
- 『nerue』レギュラーモデル（2011年_）

### レースクイーン
- SUPER GT「プリヴェチューリッヒレースクイーン」（2005年、2006年、2008年、2009年）
- SUPER GT、スーパー耐久「BOMEXレースクイーン」（2007年）

### イベントコンパニオン
| イベント名                 | 出演年：出演ブース |
| -------------------------- | --- |
| 東京モーターショー         | 2009年：ロータスステージモデル 2013年：富士通テンステージモデル 2015年：アイシングループコンパニオン |
| 東京オートサロン           | 2006年：尾林ファクトリー モデル 2007年、2009年、2013年：BOMEX モデル 2008年：DUNLOP モデル 2010年：三栄書房STYLE WAGON モデル 2011年：KENWOOD モデル 2012年：glass pit ステージモデル 2014年：newgin モデル |
| 東京ゲームショウ           | 2007年：コーエーテクモ モデル 2011年：アークシステムワークス モデル |
| CP+                        | 2012年：リコー&ペンタックス コンパニオン |
| 東京モーターサイクルショー | 2007年：ドライバースタンド「2りんかん」コンパニオン |

## 出演

### テレビ番組
- GOOD LOOKIN′CLUB（日本テレビ・2007年）
- オビラジR日本美女図鑑（TBS・2007年）
- 全力坂（テレビ朝日・2011年11月21日）
- 中居正広の金曜日のスマイルたちへ（TBS・2006年 - ）

### CM
- ソニー「ウォークマン」
- ダイレクトテレショップ「青汁三昧」
- 花王「アジエンス」

### DVD
1. まきこみ確認（日本スポーツ出版社、2006年）
2. Waoo!! Vol.4 谷口真紀（ジェンズエンターテイメント、2007年）
3. 打姫オバカミーコ実写版２～４巻（松本アイラ役）
4. ホットバージョン（講談社）アシスタント
5. 楽しみながら、誰でもできるPositive Yoga～基本ポーズ編～（2013年）

### 雑誌
- ガリバーグループ（株）ジー・トレーディング　イメージガール（2004年）
- 週刊SPA！『どるばこ』グラビア（2005年）
- 『GOOパーツ』表紙＆巻頭グラビア（プロトコーポレーション）（2006年）
- 日刊ゲンダイ『＠失礼します』（月刊人気ランキング２位）（2006年）
- 『キヤノンEOS 7Dマニュアル』（日本カメラ社）モデル（2010年）
- GOLF TODAY（三栄書房）「GOLF TODAYイメージガール バーディ's」（2011年 - ）[1]